# Vindonius Anatolius
Vindonius Anatolius dit aussi de Beyrouth était un érudit grec du IVe siècle. Il fut probablement préteur de la province romaine d’Illyrie et ami de Libanios. 
Il est surtout célèbre pour être l’auteur d’un traité encyclopédique de douze volumes dans le domaine de l’agriculture (Συναγωγή γεωργικών έπιτηδευμάτων / Réunion (Synagogue) de pratiques agricoles). Ce traité fameux à son époque est perdu de nos jours mais il fut la principale source, par le biais de Cassianus Bassus, de la compilation byzantine Geoponica rédigé six siècles plus tard. L’agronome romain Palladius l’utilisa aussi abondamment dans son propre travail. Par leur intermédiaire, le travail de Vindonius Anatolius a été considéré jusqu’aux débuts de l’agronomie moderne occidental. Au VIIe s. il existait une traduction syriaque, au VIIIe en arabe et au Xe en arménien. Il fut donc aussi une source pour les agronomes arabes médiévaux tel Ibn al-Awwam. 
Selon Photios, pour rédiger son traité Vindonius Anatolius s’inspira d’auteurs dont nous ne savons pour la plupart que très peu de choses : pseudo-Démocrite, Diophane de Nicée, Julius Africanus, Apuleius, Florentinus, Tarentinus, Leo, Pamphilus, Valens. De leurs travaux nous ne connaissons au mieux que quelques fragments ou citations. Nous savons qu’il s’est aussi inspiré d’auteurs latins tels Pline l'Ancien et les Quintilii.